# 史克蘭頓/威爾克斯-巴里鐵路騎士
史克蘭頓/威爾克斯-巴里鐵路騎士（英語：Scranton/Wilkes-Barre RailRiders）是美國職棒小聯盟的球隊，目前隸屬於紐約洋基的3A體系。球隊主場位於賓州穆西克的PNC球場。
1989年，該球隊以史克蘭頓/威爾克斯-巴里鐵路紅男爵為名成立。2007年改名為洋基，2013年改名為鐵道騎士。他們在2016年拿下3A聯盟總冠軍，2021年併入3A東區。

## 球隊歷史

### 紅男爵
1989年，球隊從緬因州的舊奧查德海灘搬遷至賓州的拉克瓦納縣，並取名為史克蘭頓/威爾克斯-巴里紅男爵。
儘管球隊在前五年的戰績不怎麼樣，但仍藉著不錯的人氣讓他們這五年吸引了50萬球迷入場。1992年，他們靠著瑞克·舒3成10的打擊率和傑·波勒單季22次救援成功拿下分區第一。這是球隊首次打進季後賽，不過他們在第一輪便輸給哥倫布快艇(洋基3A)。1999年，紅男爵再度進軍季後賽，但再度於首輪止步。2000年和2001年，紅男爵兩度打進冠軍戰，全都鎩羽而歸。2002年，紅男爵拿下91勝53敗的隊史最佳戰績。其中投手喬·羅亞更是拿下14勝0敗。
2000年代中，紅男爵培養不少大聯盟好手，像是蔡斯·阿特利、萊恩·霍華德、謝恩·維克托里諾和科爾·漢梅爾斯等等，日後都幫助費城人拿下世界大賽冠軍。但球隊也在這時面臨不少球迷流失。2006年，費城人終止與紅男爵的附屬關係，最後由奧塔瓦山貓成為費城人的3A球隊。

### 洋基

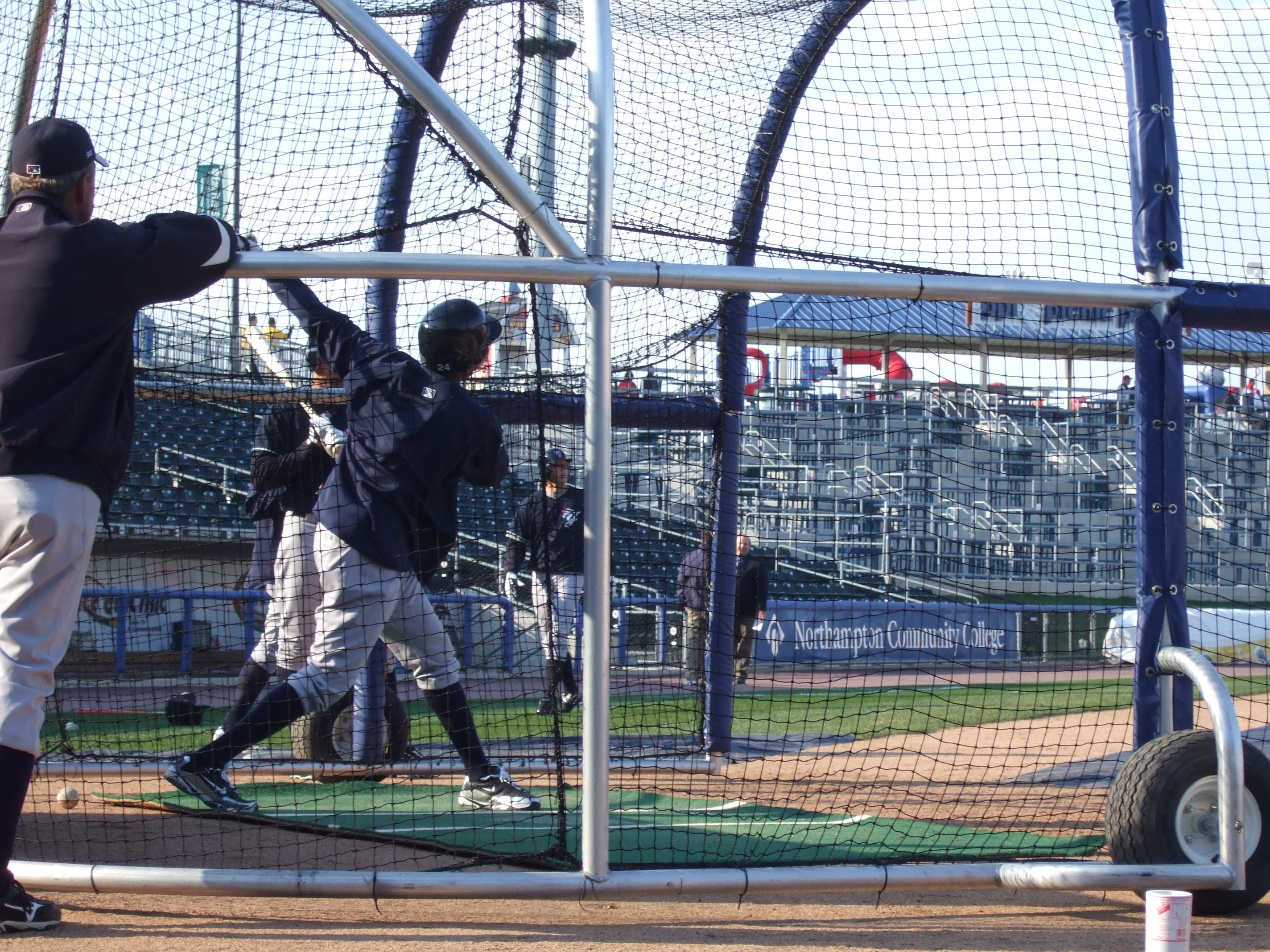
2009年，洋基3A球員在進行打擊練習

2006年9月21日，紅男爵宣布成為洋基的3A球隊。原本洋基的3A球隊哥倫布快艇則轉至華盛頓國民3A體系。12月12日，紅男爵更名為史克蘭頓/威爾克斯-巴里洋基。
洋基在前四年的戰績都很不錯，2007年，他們拿下84勝59敗。2008年，洋基拿下88勝56敗。他們先在準決賽擊敗紅襪3A，冠軍賽以3勝1敗擊退德罕公牛(光芒3A)。2009年，洋基再度闖進冠軍賽，不過這次他們遭到公牛橫掃。
2010年，洋基成為國際聯盟126年以來首支連四年拿下分區冠軍的球隊。但他們在準決賽被哥倫布快艇以3勝1敗淘汰。
2012年4月26日，SWB洋基LLC公司接管了洋基3A。這年球隊因為花了4000萬在整修主場PNC球場，因此球隊使用多個球場作為其主場。7月9日，羅布·克蘭恩成為球隊的新任總經理。
在PNC球場整修期間，洋基有一半的比賽將羅徹斯特紅翼隊的主場邊境球場借用為主場，不過他們亦曾使用這幾座球場當作臨時主場用：
- 紐約州巴達維亞德威體育場（英语：Dwyer Stadium）
- 紐約州雪城NBT銀行體育場（英语：NBT Bank Stadium）
- 紐約州水牛城薩倫球場
- 賓夕法尼亞州阿倫敦可口可樂公園（英语：Coca-Cola Park）
- 羅德島州波塔基特麥考伊體育場（英语：McCoy Stadium）

2012年5月6日，為了一睹安迪·派提特在洋基3A擔任先發，現場擠滿13584人，寫下邊境球場的單場進場人數紀錄。而派提特在回到大聯盟前，曾在洋基3A出賽不少比賽，這也導致這年洋基3A的平均票價上漲不少。

### 鐵路騎士
2012年11月14日，球隊宣布改名為鐵路騎士。雖然「鐵路騎士」獲得球迷最多第一名的票，但將第一名至第三名的票加總，獲得最多票數的隊名反而是「豪豬」，球隊也決定將「豪豬」的意象納入球隊的隊徽中。
2013年7月25日，鐵路騎士進行了隊史最久的一場比賽。他們鏖戰了20局才驚險勝出。2016年，他們在冠軍賽以3勝1敗擊敗了葛溫奈特銀花鱸(勇士3A)。之後他們和太平洋岸冠軍艾爾帕索吉娃娃(教士3A)交手，鐵路騎士以3比1贏球，拿下了3A總冠軍。
2020年，因為COVID-19疫情肆虐，導致小聯盟賽事全面暫停。2021年，國際聯盟和太平洋岸聯盟解散。鐵路騎士最後進入改組後的3A東區，並在2021年球季拿下68勝49敗。而2021年的小聯盟是沒有季後賽賽制的，而是從例行賽戰績取最佳的為第一名。但因為小聯盟先前少了幾十場比賽，所以後來3A又再進行10場附加賽。而鐵道騎士拿下7勝3敗，排在第六名。

## 歷任總教練
| No. | 總教練        | 年分          |
| --- | ------------- | ------------- |
| 1   | 比爾·丹西     | 1989年–1991年 |
| 2   | 李·艾里亞     | 1992年        |
| 3   | 喬治·庫爾佛   | 1993年        |
| 4   | 麥克·奎德     | 1994年–1995年 |
| 5   | 布奇·霍卜森   | 1996年        |
| 6   | 拉蒙·艾維列斯 | 1996年        |
| 7   | 馬克·邦巴德   | 1997年–2001年 |
| 8   | 傑瑞·馬丁     | 2001年        |
| —   | 比爾·丹西     | 2001年        |
| 9   | 唐尼·隆恩     | 2001年        |
| —   | 傑瑞·馬丁     | 2001年        |
| —   | 馬克·邦巴德   | 2001年–2004年 |
| 10  | 金恩·拉蒙特   | 2005年        |
| 11  | 約翰·羅素     | 2006年        |
| 12  | 戴夫·麥利     | 2007年–2015年 |
| 13  | 艾爾·佩德里克 | 2016年–2017年 |
| 14  | 鮑比·米歇爾   | 2018年        |
| 15  | 傑·貝爾       | 2019年        |
| 16  | 道格·戴維斯   | 2020年–2022年 |
| 17  | 薛利·鄧肯     | 2023年–至今   |

## 備註
1. 1 2  由於布奇·霍卜森從5月6日起請假，因此球隊讓拉蒙·艾維列斯接管總教練一職到球季結束。[20][21]
2. 1 2 3 4 5 6  2001年5月6日，馬克·邦巴德被任命為費城人的臨時三壘指導教練。[22] 紅男爵的打擊教練傑瑞·馬丁只好暫時接管兩天總教練，之後他到費城人接替比爾·丹西成為球場協調員又接替唐尼·隆恩成無為打擊指導員。後來馬丁又回鍋擔任總教練，直到邦巴德在7月14日重返球隊。[23][24]

## 外部連結
- 史克蘭頓/威爾克斯-巴里鐵路騎士隊官網 （页面存档备份，存于）